# التأثير البيئي لقوة الرياح

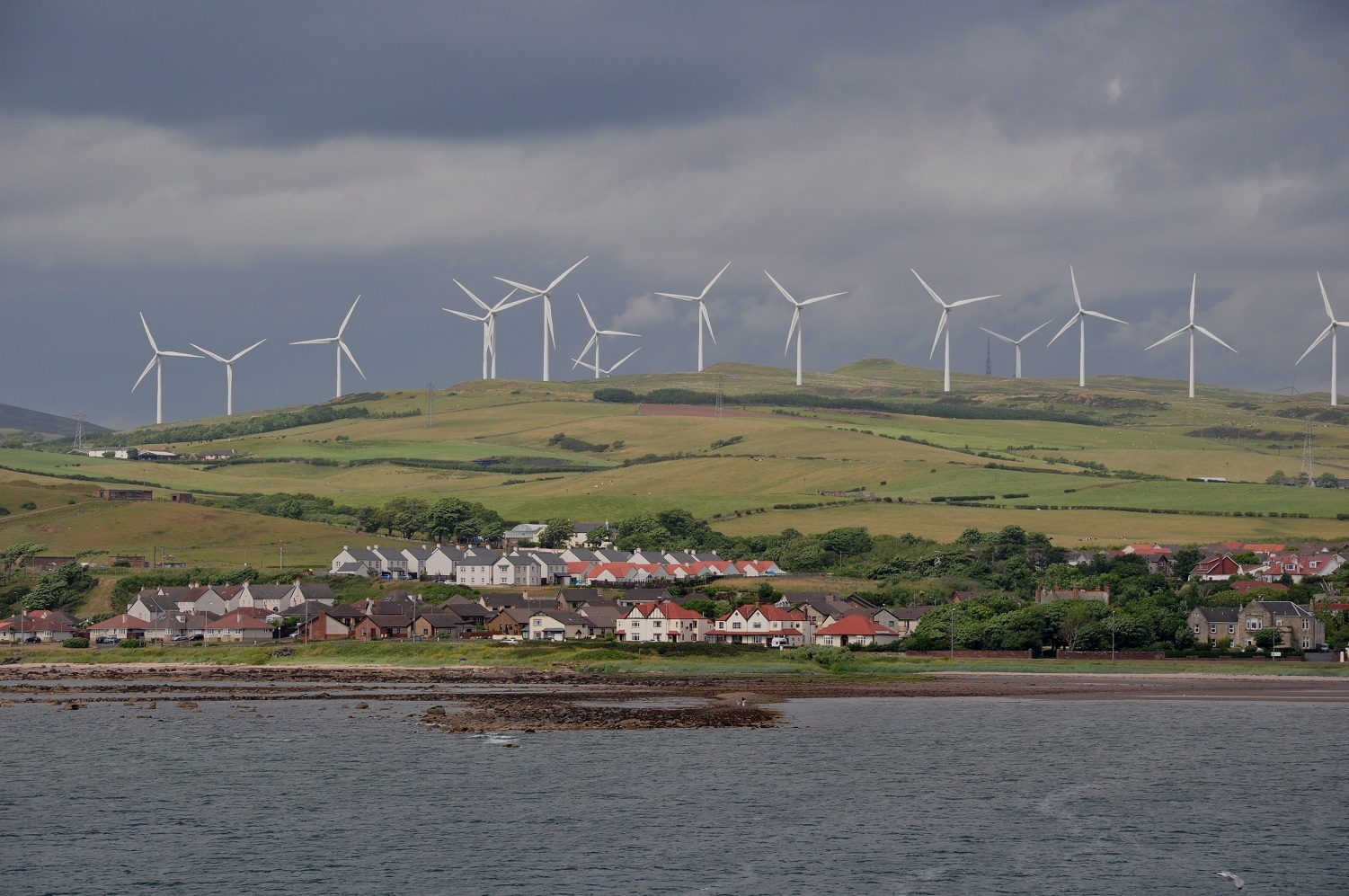
توربينات الرياح تطل على آرديسان، اسكتلندا.

يعد التأثير البيئي لقوة الرياح أقل نسبيًا من تأثير قوة الوقود الأحفوري. بالمقارنة مع مصادر قوة الكربون القليلة، تُعتبر توربينات الرياح ذات تأثير ضعيف على إمكانية الاحتباس الحراري لقاء كل وحدة طاقة كهربائية متولدة. يشير الفريق الحكومي الدولي المعني بتغيير المناخ إلى أنه في التخمينات بشأن إمكانية الاحتباس الحراري خلال دورة حياة مصادر الطاقة تتمتع توربينات الرياح بقيمة وسطى بين 15 و11 (غرام من مكافئ ثاني أوكسيد الكربون/كيلو واط ساعيّ)، وذلك فيما إذا كانت التوربينات البحرية أو الشاطئية ضمن التخمين.
تؤثر التوربينات الشاطئية على المنظر الطبيعي لأنها تشغل مساحة أرض أكبر من محطات الطاقة الأخرى، ويجب بناؤها في أماكن برية وريفية ما يؤدي إلى فقدان المساكن الطبيعية للحيوانات وجعل الريف ذا طابع صناعي. تتصاعد الخلافات على وجه التحديد في الأماكن الجميلة وتلك التي تحمل أهمية حضارية. قد تُوضع قيود (عوائق) للحد من المشكلة. يمكن استخدام الأراضي بين التوربينات والطرق التي تصل إليها للزراعة والرعي.
إن فقدان المساكن الطبيعية والتجزؤ هما التأثير الأكبر لمزارع الرياح على الحياة البرية. تزيد توربينات الرياح، كالبناء والنشاطات البشرية الأخرى، من وفيات الطيور والخفافيش. جاء في ملخص دراسات ميدانية عام 2010 من تعاون تنسيق الرياح الوطنية أن هناك أقل من 14 ونموذجيًا أقل من 4 وفيات للطيور مقابل كل ميغاواط يُركب سنويًا، لكن الرقم كان أكبر في صفوف الخفافيش. كما في كل الدراسات، اتضح أن بعض الأصناف (كالطيور المغردة والخفافيش المهاجرة) تتأذى أكثر من غيرها، ويُعتبر موقع التوربين عاملًا مهمًا. على أية حال، ليس من الواضح التأثير الإجمالي للأعداد المتزايدة من التوربينات بالإضافة إلى تفاصيل أخرى. توجد بيانات الدراسات العلمية على هذا الموضوع بحوزة مخبر الطاقة الوطنية المتجددة.
تصدر توربينات الرياح بعض الضجيج. وفي منطقة سكنية على مسافة 300 متر(980 قدم)، قد تكون بدرجة 45 ديسبل. على بعد 1.5 كيلومتر (ميل واحد)، تكون معظم توربينات الرياح غير مسموعة. يسبب الضجيج العالي أو المستمر التوتر، الذي بدوره يسبب الأمراض. لن يؤثر ضجيج توربينات الرياح على صحة البشر إن وُضعت بشكل مناسب. لكن عندما وُضعت بشكل غير ملائم، كشفت البيانات التي راقبت مجموعتين من الإوز في مرحلة النمو ما يلي: تأثرت طيور الإوز على بعد 50 متر وانخفضت أوزانها بشكل كبير، وتبين وجود تراكيز عالية من هرمون التوتر في دمها مقارنة بمجموعة أخرى من الإوز على بعد 500 متر من التوربين.

## علم البيئة

### التأثير على الحياة البرية
تُجرى التخمينات البيئية بشكل مستمر على مقترحات مزارع الرياح وتُقدَّر آثارها المحتملة على البيئة المحلية (مثلًا: النباتات والحيوانات والتربة). تُعدَّل مواقع التوربينات وأعمالها كجزء من مرحلة الموافقة لتجنب أو تقليل آثارها على الفصائل المهددة بالانقراض ومساكنها الطبيعية. يمكن تعديل أية آثار محتومة من خلال تحسينات الحفاظ على الأنظمة البيئية المشابهة التي لم تتأثر بالاقتراح.
اقترح جدول الأعمال البحثي لائتلاف الباحثين من الجامعات والمجال الصناعي والحكومة بدعم من مركز أتكينسون للمستقبل المستدام ما يلي: وضع النماذج الزمانية المكانية للحياة البرية المستوطنة والمهاجرة في ما يتعلق بالمزايا الجغرافية والطقس لتقديم ركيزة للقرارات العلمية بشأن موضع مشاريع الرياح الجديدة. وعلى وجه التحديد يقترح الآتي:
- استخدام البيانات الموجودة بخصوص الهجرة والتحركات الأخرى للحياة البرية بغية تطوير نماذج تنبؤيه للأخطار.
- استخدام تقنيات حديثة ومدمجة كالرادار والأجهزة الصوتية والتصوير الحراري لسد الثغرات المعرفية في التحركات البرية.
- تعريف الفصائل المحددة أو مجموعة الفصائل الأكثر عرضة للخطر في مناطق موارد الرياح ذات الإمكانات العالية. [24]

### تغيرات الطقس والمناخ
قد تؤثر مزارع الرياح على الطقس في المنطقة المجاورة لها مباشرة. يزيد هذا الاختلال الناتج عن رياح دوران التوربينات الامتزاج العمودي للحرارة وبخار الماء، ما يؤثر على الأحوال الجوية باتجاه الرياح، متضمنًا هطول الأمطار. عمومًا، تتسبب مزارع الرياح بدفءٍ خفيف في الليل وبرودة خفيفة في وقت النهار. يمكن التقليل من هذا التأثير باستخدام دوارات أكثر كفاءة أو بوضع مزارع الرياح في مناطق ذات اختلال طبيعي مرتفع.
يمكن للدفء ليلًا أن يفيد المزروعات بتقليل مخاطر الصقيع وإطالة موسم النمو. يقوم العديد من المزارعين بهذا الأمر بوساطة مدورات الهواء.
استخدمت عدة دراسات نماذج مناخية لدراسة تأثير مزارع الرياح الضخمة. تظهر إحدى الدراسات محاكاة تبين تغيرات ملموسة في المناخ العالمي للاستخدام الكبير لمزارع الرياح في 10% من مساحة اليابسة في العالم. لقوة الرياح تأثير مهمل على متوسط درجات حرارة السطح العالمية، ومن شأنها أن تقدم منافع هائلة للكرة الأرضية من خلال تقليل انبعاثات غاز ثنائي أوكسيد الكربون وملوثات الهواء. تبين دراسة أخرى خاضعة لاستعراض الأقران أن استخدام توربينات الرياح لتحقيق 10% من الطاقة العالمية المطلوبة في عام 2100 قد يكون ذا تأثير حراري، مسببًا ارتفاع درجات الحرارة بمقدار 1°سيليزيوس (1.8°فهرنهايت) في المناطق التي تحتوي مزارع رياح، ويشمل الأمر ارتفاعًا أصغر في المناطق الواقعة خلف المزارع. يعود السبب في ذلك إلى توربينات الرياح التي تؤثر على الدوران الجوي العمودي والأفقي. سيكون للتوربينات المركبة في الماء تأثير مبرد، بينما التأثير الصافي على درجة حرارة السطح العالمية سيشهد ازديادً قدره 0.15°سيليزيوس (0.27°فهرنهايت). حذّر الكاتب رون برين من فهم الدراسة «كحجة ضد طاقة الرياح تحث على استخدامها لتوجيه الأبحاث المستقبلية». ويقول «لسنا متشائمين حيال الرياح» وأضاف «لم نثبت قطعًا هذا التأثير ونرى أنه من الأحرى للناس أن يجروا المزيد من الأبحاث».

## التأثير على البشر

### متلازمة توربين الرياح
متلازمة توربين الرياح هي اضطراب نفسي سببه القلق حيال مزارع الرياح وليس بشأن التوربينات نفسها. هناك دليل ضعيف بشأن التأثيرات المقلقة التي تنشأ عن مستوى الضجيج المنخفض في المناطق المجاورة للتوربينات.

### السلامة
من غير الممكن إخماد الحرائق في بعض هياكل محركات التوربينات، وفي بعض الأحيان تترك حتى تحترق بالكامل. في هذه الحالات، قد ينجم عن الاحتراق أدخنة سامة قادرة على التسبب بحرائق ثانوية في الأسفل. على أي حال، تتمتع توربينات الرياح الجديدة بأنظمة أوتوماتيكية لإخماد للحرائق تشابه تلك الموجودة في محركات الطائرات النفاثة. تعمل هذه الأنظمة المستقلة، والتي يمكن تركيبها على توربينات الرياح الأقدم، على كشف الحريق أوتوماتيكيًا، وإطفاء وحدة التوربين، وإخماد الحريق.
يتجمع الجليد خلال فصل الشتاء على شفرات التوربين، ويؤدي ذلك إلى تطايره خلال التشغيل. يعد هذا الأمر خطرًا محتملًا على الصحة وسبب إيقاف تشغيل موضعي للتوربينات. في عام 2007، أشارت إحدى الدراسات إلى أنه لم تُقدّم مطالب تأمينية في أوروبا أو الولايات المتحدة للإصابات من الجليد المتساقط من أبراج الرياح، وأنه بينما حصلت بعض الحوادث المميتة للعمال الصناعين، تعرض شخص واحد فقط للوفاة بسبب أحد أبراج الرياح، وهذا الشخص لم يكن عاملًا وإنما قافزًا مظليًا.
بالنظر إلى الحجم المتزايد لإنتاج توربينات الرياح، نجد أن حالات تعطل الشفرات تزيد ارتباطها عند تقييم مخاطر السلامة العامة من توربينات الرياح. إن العطل الأكثر شيوعًا هو فقدان الشفرة أو أجزاء منها.